# Территориальный спор между Нидерландами и Францией в Гвиане
Территориальный спор между Нидерландами и Францией по демаркации границ их колоний (Французская Гвиана и Суринам) в Гвиане. Протекал в два этапа: первый между 1861—1891 и второй между 1902—1935 гг. Оба раза разногласия были разрешены мирным путём. В итоге Франция получила 6 000 км² спорной территории (24 %), Нидерланды — 19 000 км² (76 %). В 1975 г. эта франко-нидерландская граница превратилась во франко-суринамскую.

## Первый этап
Начиная с 1861 года Франция и Нидерланды оспаривали богатые золотоносные территории в верхнем течении Марони. При этом французы принимали за основное русло р. Тапанахони, а нидерландцы — р. Лава. В 1891 спор был разрешён путём международного арбитража российским императором в ущерб Франции, которая потеряла зону площадью 25 000 км², богатую золотыми рудами, и осталась крайне недовольна этим. Из-за этого решения российско-французские отношения ухудшились.

## Второй этап
Начиная с 1902 Франция и Нидерланды снова начинают оспаривать гидрографию р. Лава. Между 1910 и 1930 во Французскую Гвиану прибыло свыше 10 000 золотоискателей, которые также взялись за повышение продуктивности местного плантационного хозяйства. Французы считали, что основное русло — река Лава, в то время как нидерландцы утверждали, что это — Марони. Но в 1935 Нидерланды пошли на уступки в пользу Франции и передали под её контроль зону в 6 000 км², богатую золотыми рудами.